# Adam Green (Regisseur)

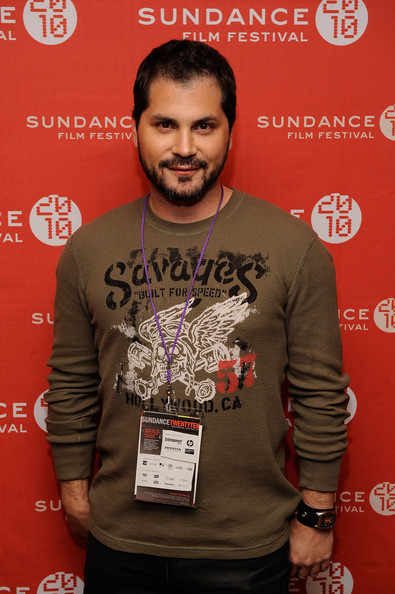
Adam Green

Adam Green (* 31. März 1975 in Holliston, Massachusetts) ist ein US-amerikanischer Regisseur, Drehbuchautor sowie Filmproduzent.

## Leben
Green betreibt seit 1998 mit Kameramann Will Barratt und Filmproduzent Cory Neal die Filmproduktionsfirma ArieScope Pictures.
Green gab sein Debüt als Regisseur und Drehbuchautor im Jahr 2000, als er die Komödie Coffee & Donuts inszenierte. Danach wandte er sich dem Splatterfilm zu und dreht 2006 den Film Hatchet. 2007 folgte mit Cheerleader Camp eine Komödie sowie mit The Spiral – Tödliches Geheimnis ein weiterer Horrorfilm. Nach einigen Kurzfilmen in den folgenden Jahren drehte er 2010 Frozen und Hatchet II, für die er ebenfalls die Drehbücher verfasste. 2011 war er neben Adam Rifkin und Tim Sullivan und anderen an dem Horrorepisodenfilm Chillerama beteiligt.
2012 wandte sich Green dem Fernsehen zu und ist als Regisseur, Autor, Schauspieler und Ausführender Produzent an der Fernsehserie  Holliston beteiligt. 2012 drehte er den Dokumentarfilm Digging Up the Marrow, in welchem er über Monsterart und die Erschaffung von Fantasy Figuren erzählt.
Im Juni 2013 erschien Hatchet III, für den Green das Drehbuch verfasste, aber im Gegensatz zu den beiden Vorgängern nicht mehr als Regisseur zur Verfügung stand. 2015 entstand die von ihm entwickelte Serie Adam Green’s Scary Sleepover. Victor Crowley  aus dem Jahr 2017 setzt die Hatchet-Reihe fort, Green übernahm hier wieder die Regie.

### Privates
Seit 2010 ist Green mit der Schauspielerin Rileah Vanderbilt verheiratet.

## Filmografie (Auswahl)
- 2006: Hatchet
- 2007: The Spiral – Tödliches Geheimnis (The Spiral)
- 2010: Frozen – Eiskalter Abgrund (Frozen)
- 2010: Hatchet II
- 2011: Chillerama
- 2012–2018:  Holliston (Fernsehserie)
- 2013: How to Catch a Monster (orig.-Titel: Digging Up the Marrow; Dokumentarfilm)
- 2013: Hatchet III
- 2017: Victor Crowley
- 2015–2020: Adam Green’s Scary Sleepover (Dokumentarserie)